# Voo Aerolíneas Argentinas 322
O Acidente aéreo de 1961 em Campinas foi um desastre aéreo envolvendo o voo Aerolíneas Argentinas 322, que resultou na morte de 52 pessoas no município de Campinas, estado de São Paulo, Brasil.
Na madrugada de 23 de novembro de 1961, um jato De Havilland Comet 4 de prefixo LV-AHR, pertencente à Aerolíneas Argentinas, caiu logo após a decolagem do Aeroporto Internacional de Viracopos.

## Aeronave envolvida
A aeronave envolvida era um de Havilland Comet IV, um jato dotado de quatro reatores embutidos nas asas. O equipamento tinha capacidade máxima para 81 ocupantes e estava registrado pela Aerolíneas Argentinas com o prefixo LV-AHR, tendo sido batizado com a denominação "Arco-Íris".
A aeronave realizou seu primeiro voo em 1960, acumulando um total de 5.242 horas de voo na ocasião do acidente.
Devido a limitações relacionadas à sua autonomia, a aeronave realizava paradas constantes para reabastecimento. Assim, o voo entre Buenos Aires e Nova Iorque incluía escalas técnicas em Campinas e na ilha caribenha de Trinidad, onde a empresa aproveitava para embarcar novos passageiros.
Embora o Comet fosse uma aeronave com histórico de problemas estruturais, este acidente não teve relação com falhas desse tipo, comuns no modelo, especialmente no que tange a rachaduras na fuselagem. No caso do acidente em Campinas, a causa está relacionada a falhas nos procedimentos adotados pela tripulação.

### A tripulação
Na madrugada de 23 de novembro de 1961, a tripulação do voo 322 da Aerolíneas Argentinas era composta por 12 integrantes, sob o comando do piloto Roberto Luis Mosca, o qual possuía 12.550 horas de voo, sendo 1.612 horas no comando de aeronaves do mesmo modelo envolvido no acidente. Mosca era considerado um aviador experiente, com mais de 500 horas de atuação como instrutor do modelo de Havilland Comet IV.
O copiloto Raul Mário Quesada acumulava 13.427 horas de voo, porém possuía pouca experiência com o Comet IV, não tendo atuado oficialmente como piloto em comando dessa aeronave. Por esse motivo, encontrava-se em fase de instrução sob a supervisão de Roberto Mosca, com o objetivo de obter habilitação como comandante do referido modelo.
Além do comandante e do copiloto, integravam a tripulação: Maurício Loubet (copiloto reserva), Boris Juan Marijanac (navegador), Carlos Leiva (mecânico), Juan Leira (engenheiro de voo), Antônio Sigilli (operador de rádio), Washington Garcia (comissário), Ricardo Henrique Garcia (comissário), Cândida Perez (aeromoça), Lylian Casanovich (aeromoça) e Manuel Vallecillos (navegador reserva).

## O acidente
A aeronave, proveniente de Buenos Aires, realizou uma breve escala em Campinas, de onde seguiria para Trinidad e Nova Iorque, operando o voo identificado pelo código AR322.
Ainda na madrugada, a tripulação acionou os motores para a decolagem rumo ao próximo destino. Indicações sugerem que o copiloto, ainda inexperiente, encontrava-se no comando da aeronave sob supervisão do comandante, como parte de um processo de instrução no manuseio daquele tipo de jato.
Durante o procedimento de decolagem, o copiloto apresentou dificuldades no controle da aeronave, que perdeu altitude até colidir com um eucaliptal localizado a cerca de 500 metros da cabeceira da pista. À época, a área era parte da zona rural de Campinas, mais precisamente na localidade de Friburgo, fundada por imigrantes alemães.

Com o impacto, a aeronave abriu uma clareira de aproximadamente 400 metros entre as árvores, despedaçando-se até colidir com uma pequena colina, onde explodiu, provocando a morte de todos os 52 ocupantes, entre passageiros e tripulantes.
O incêndio provocado pela colisão foi de tal intensidade que as equipes de resgate demoraram horas para conseguir se aproximar dos destroços. O cenário no local era de grande destruição, com destroços espalhados por ampla área e múltiplos corpos mutilados, alguns dos quais encontrados seccionados. O maior fragmento da aeronave recuperado foi a carenagem de um dos motores.
Por tratar-se de uma região de mata, o impacto não atingiu edificações. Atualmente, a área é ocupada por propriedades rurais, sítios e instalações de mineração.
À época, o acidente foi considerado o segundo mais grave da aviação brasileira em número de vítimas. Com base em registros posteriores, o voo AR322 passou a figurar como o sétimo maior acidente aéreo ocorrido no Brasil.

## Investigação
O peso da aeronave após o carregamento foi estimado em 71.488 quilogramas (157.604 libras). Durante o taxiamento e a aceleração ao longo da pista, aproximadamente 528 quilogramas (1.165 libras) de combustível foram consumidos, resultando em um peso real de decolagem de 70.960 quilogramas (156.439 libras). Para esse peso, o comprimento da corrida ao longo da pista deveria ser de, no mínimo, 2.240 metros, mas testemunhas indicaram que a aeronave decolou antes da marca dos 2.000 metros.
Em seguida, o Comet IV iniciou a subida com um ângulo de 4,5 graus. Cinquenta e cinco segundos após o início da decolagem, o avião atingiu cerca de 100 metros de altitude em relação ao solo. Considerando o ângulo mínimo de subida previsto para esse modelo, a altitude esperada naquele momento seria de 120 metros. A velocidade indicada nos instrumentos era de 315 quilômetros por hora (170 nós).
A investigação concluiu que a aeronave percorreu cerca de 3.170 metros em voo até o primeiro impacto. O ponto exato no qual o avião começou a perder altitude não pôde ser determinado com precisão, embora estimativas indiquem que a queda ocorreu por volta da metade do trajeto entre a cabeceira da pista e o ponto de contato com as árvores.
De acordo com o manual operacional da aeronave, ao atingir a velocidade de 315 km/h (170 nós), o piloto deveria ajustar o ângulo do estabilizador. Como havia tendência de inclinação do nariz para baixo nesse momento, o procedimento recomendava a correção por meio do uso da roda de controle. Contudo, o impacto com as árvores ocorreu quase na horizontal, o que indica que a aeronave abaixou o nariz e prosseguiu suavemente em direção ao solo. Quando a tripulação percebeu a perda de altitude e tentou corrigi-la, puxando o manche, já não havia altitude suficiente para evitar o acidente.
Com a perda de altitude, a aeronave passou a voar em altura perigosamente baixa. O primeiro impacto ocorreu entre o trem de pouso e a copa de um eucalipto, arrancando essa parte da aeronave.
No momento do primeiro choque com as árvores, o manche já havia sido puxado bruscamente, fazendo com que o nariz da aeronave se elevasse abruptamente. A 120 metros do ponto inicial de impacto, a angulação da aeronave era de 25 graus, evidenciada pelo fato de que os jatos dos motores queimaram as copas das árvores abaixo.
Na sequência, o estabilizador horizontal colidiu com outro eucalipto e se desprendeu. A 145 metros do ponto de impacto inicial, o meio da asa esquerda atingiu uma árvore de grande porte, separando-se da fuselagem. O rompimento causou vazamento de combustível, provocando incêndio imediato no lado esquerdo. Logo depois, a parte correspondente ao motor número 1 colidiu com outra árvore.
A aeronave atingiu o solo a cerca de 330 metros do ponto inicial de impacto com as árvores. Nesse momento, colidiu com obstáculos no terreno e explodiu. Alguns destroços foram encontrados até 120 metros além do ponto de contato com o solo e não apresentavam sinais de fogo, evidenciando a intensidade da explosão.
Até o momento do impacto com as árvores, os motores da aeronave operavam normalmente, sem qualquer falha, anormalidade ou princípio de incêndio a bordo.

### Prováveis causas
Segundo o relatório elaborado pela junta de investigação de acidentes da aviação civil da Argentina, com base em informações fornecidas pelo Ministério da Aeronáutica do Brasil, fatores meteorológicos contribuíram para a ocorrência do acidente, uma vez que chovia no momento da decolagem e havia nevoeiro até cerca de 400 metros de altitude. No entanto, essa condição não foi considerada a causa principal.
O relatório aponta como causa primordial do acidente a falha humana na operação dos instrumentos de voo por instrumentos (IFR) durante a decolagem noturna, bem como o não cumprimento dos procedimentos-padrão recomendados para a decolagem daquele modelo de aeronave. Como fator contribuinte, destaca-se a falta de supervisão adequada por parte do comandante durante a operação.
Durante a ocorrência, o operador de rádio a bordo não teve tempo de transmitir qualquer mensagem à torre de controle. A última comunicação registrada foi feita pelo comandante ainda em solo, antes do início da aceleração para a decolagem.